# Шайнпфлуг, Пауль
Пауль Шайнпфлуг (нем. Paul Scheinpflug; 10 сентября 1875, Лошвиц, ныне в составе Дрездена — 11 марта 1937, Клайпеда) — немецкий дирижёр и композитор.

## Биография
Окончил Дрезденскую консерваторию (1894), ученик Феликса Дрезеке. В 1897—1898 гг. преподавал частным образом в Киеве, затем вернулся в Германию, работал в Бремене как концертмейстер и хоровой дирижёр. В 1909—1914 гг. руководил в Кёнигсберге оркестром местного музыкального общества, затем до 1920 г. работал в Берлине как дирижёр Блютнер-оркестра. В 1920—1928 гг. возглавлял Дуйсбургский филармонический оркестр, затем в 1929—1932 гг. Дрезденский филармонический оркестр. Последние годы жизни работал приглашённым дирижёром с различными коллективами, умер во время концертного турне. В репертуаре дирижёра преобладали поздние романтики, однако известно и исполнение им в Дуйсбурге «Песен Гурре» Арнольда Шёнберга, вызвавшее благодарственное письмо композитора.
В композиторском наследии Шайнпфлюга преобладают песни, камерные сочинения, короткие оркестровые пьесы, из которых наибольшей популярностью пользовалась Увертюра к комедии Шекспира, Op. 15 (1909), неоднократно исполнявшаяся на Променадных концертах. Ему принадлежит также опера «Придворный концерт» (нем. Das Hofkonzert; 1921, либретто Генриха Ильгенштайна).
Умер во время концертного турне. Похоронен в Берлине-Шарлоттенбурге.